# King’s Quest VII: Die prinzlose Braut
King’s Quest VII: Die prinzlose Braut ist ein Adventure, das 1994 von Sierra Entertainment (früher Sierra Online) veröffentlicht wurde. Es ist der siebte Teil der King’s-Quest-Serie. Das Spiel wurde mit hochauflösenden Grafiken gestaltet, welche an Disneyanimationsfilme erinnern. Es ist auch das einzige King’s-Quest-Spiel mit mehreren Hauptfiguren und das einzige Spiel, das die Geschichte in Kapitel unterteilt.
Über ScummVM kann King’s Quest VII auf vielen weiteren Betriebssystemen gespielt werden, darunter Linux, macOS und Windows 10.

## Handlung
Zur Spieleröffnung belehrt Königin Valanice ihre Tochter Prinzessin Rosella über die Wichtigkeit der Ehe. Rosella ist ein wenig rebellisch und träumt eher vom Abenteuer als von der Suche nach einem passenden Gemahl. Sie erhascht einen Blick von etwas Magischem in einem Teich und springt hinein. Valanice folgt ihr.
Teil 1 – „Where in the blazes am I?“Königin Valanice landet in einer Wüste im Land von Eldritch und beginnt dort nach ihrer Tochter zu suchen. Sie begegnet hierbei unterschiedlichen Charakteren, wie einem Riesenskorpion, einem Hasen, der seine Brille verloren hat, oder einem wandelnden Toten, der Trinkwasser benötigt. Sie muss einige Rätsel lösen, um dieses Gebiet durch einen verschlossenen Tunnel verlassen zu können.
Teil 2 – „A troll is as a troll does.“Prinzessin Rosella findet sich im Reich der Trolle wieder, wo sie als zukünftige Gemahlin für den dortigen König auserwählt wurde. Sie ist selbst in einen Troll verwandelt worden. Zusätzlich ist sie in einem Zimmer eingesperrt und muss sich von dort befreien. Rosella kann das Trollland erst verlassen, wenn sie eine Möglichkeit gefunden hat, die Verwandlung rückgängig zu machen. Hierfür benötigt sie die unterschiedlichsten Gegenstände, die es zu finden gilt. Während die zwei Charaktere versuchen, einander zu finden, entdecken sie, dass alle Bewohner von Eldritch in Gefahr sind. Die böse Zauberin Malicia hat die Führer der anderen Königreiche von Eldritch angegriffen oder festgesetzt und plant, das Land zu zerstören.
Teil 3 – „The sky is falling!“Valanice erreicht durch den Tunnel nun ein neues blühendes Gebiet, wo sie auf einen Hirsch trifft, der seine in einen Baum verwandelte Frau (die Herrin der Wälder) bewacht. Sie begibt sich in die Hundesrepublik, einem kleinen Ort, in dem es wieder ein paar Rätsel zu lösen gilt. Am Ende des Kapitels wird Valanice verhaftet, weil sie angeblich den Mond (einen Käse) gestohlen hat.
Teil 4 – „Will the real troll king please stand up.“Rosella hat ihre menschliche Gestalt zurückerlangt und gelangt über eine Art Aufzug zu einem Bereich, der einem Friedhof ähnelt. Sie muss hier ein Item mit der Bezeichnung Extra-Leben erlangen, das für den Spielausgang entscheidend ist. Sie trifft dort auch auf den Trollkönig Otar, mit dem sie gemeinsam versucht, die dunklen Pläne Malicias zu verhindern. Sie begeben sich zu einem geheimen Raum, von dem aus Malicia einen Vulkan ausbrechen lassen will.
Teil 5 – „Nightmare in Etheria“Valanice wird wieder freigelassen. Sie muss es schaffen, den Fluss des Lebens wieder zum Laufen zu bringen. Danach gelangt sie zum Haus von Malicia und durch deren Garten ebenfalls in das Friedhofsland, ohne jedoch ihre Tochter dort zu finden. Valanice muss dem kopflosen Reiter seinen Schädel zurückgeben und erhält hierfür eine Flöte; mithilfe dieser Flöte kann sie ein fliegendes Pferd rufen, das sie ins Land Etheria bringt. Dort muss sie die drei Parzen aufsuchen und kann über vier Regenbögen zu den unterschiedlichen Gebieten zurückkehren. Um ihre Mission zu erfüllen, muss sie beispielsweise bei Dr. Kadaver im Friedhofsland einen Sarg besteigen, einen Alptraum durchleben und die Herrin der Wälder heilen und zu den Götter gelangen, um deren Hilfe zu erbitten.
Teil 6 – „Ready, set… BOOM!“Rosella befindet sich in der Schaltzentrale, in der zwei identische Trollkönige miteinander kämpfen. Sie muss nun auf einen der Trolle einen Zauberstab richten, damit der verwunschene Edgar sich wieder in einen Menschen verwandelt. Malicia kommt hinzu und teleportiert Rosella in den Krater des Vulkans. Doch Edgar gelingt es mit Hilfe des fliegenden Pferdes Valanice zu holen – gemeinsam mit den Göttern gelingt es ihnen, den Ausbruch zu verhindern. Malicia versucht ein letztes Mal, ihre Pläne doch noch zu verwirklichen, indem sie Edgar tötet. Doch glücklicherweise ist Rosella ja im Besitz des Extra-Lebens. Wenn man dieses am Spielende jedoch nicht dem Prinzen gibt, kommt es zu einem tragischen Ende; gibt man es ihm jedoch, wird es ein Happy End.
Sonstiges
Der Name dieses Teils ist ein Wortspiel mit dem Titel des Romans und des Films Die Brautprinzessin (engl. „The Princess Bride“) von William Goldman. In diesem Spiel sind viele filmartige Sequenzen eingebaut, die mit Musik unterlegt sind.

## Charaktere (Auswahl)
- Königin Valanice von Daventry – die Mutter der Prinzessin, die sich auf die Suche nach ihrer Tochter begibt und eine Hauptfigur dieses Spiels ist.
- Prinzessin Rosella – ist die zweite Hauptperson, die gemeinsam mit ihrer Mutter Eldritch vor dem Untergang retten muss, um in ihre Heimat zurückkehren zu können.
- Mathilde – das Kindermädchen des Trollkönigs Otar, die Rosella hilft, ihre menschliche Gestalt zurückzuerlangen und so das Trollreich zu verlassen.
- Edgar – ist der Prinz von Eldritch, der von Malicia für ihre Machenschaften missbraucht wurde. Sie hat ihn in das Ebenbild des Trollkönigs verwandelt, um ihr dabei behilflich zu sein Eldritch zu zerstören. Er tritt erst im 6. Kapitel in Erscheinung.
- Malicia – sie ist die böse Magierin, die Etheria, das Land über den Wolken, mit Hilfe eines Vulkans zerstören will. Sie hat Otar und Edgar gefangen genommen.
- Lord Attis und Lady Ceres – der Herr der Jagd und seine Gemahlin Ceres, die Herrin der Wälder oder auch die Göttin des Frühlings, müssen beide durch Valanice in ihre menschliche Gestalt zurückverwandelt werden.

## Synchronisation
Die Aufnahmen für die deutsche Fassung wurden von der Voice Group, Los Angeles aufgezeichnet.
Sabine Duvall war dabei sowohl für die Dialogregie als auch die Produktionsleitung zuständig. An der Übersetzung arbeiteten Johanna „Wusel“ Wilhelm und John Hugo. Neill Grandstaff war der Toningenieur.
| Hauptbesetzung                                                | englischer Sprecher                                 | deutsche(r) Sprecher                        |
| ------------------------------------------------------------- | --------------------------------------------------- | ------------------------------------------- |
| Valanice von Daventry                                         | Carol Bach y Rita                                   | Claudia von Hasslingen                      |
| Rosella von Daventry (Sprache)                                | Maureen McVerry                                     | Diana Frank                                 |
| Rosella (Gesang)                                              | Debbie Seibert                                      | - wurde nicht übersetzt-                    |
| Malicia                                                       | Ruth Kobart                                         | Serania Jäcklin                             |
| Edgar / der falsche Trollkönig                                | Jesse Moises                                        | George Salden / Jörg Fischer                |
| König Otar Fenris III., Herr der Trolle                       | Denny Delk                                          | Jörg Fischer                                |
| Knuddel                                                       | Roger Jackson                                       | Jörg Fischer                                |
| in der Wüste                                                  | englischer Sprecher                                 | deutscher Sprecher                          |
| Die Känguruh-Ratte (Ricardo Eduardo Rodriguez Rudolpho Ratte) | Roger Jackson                                       | Daniel Dermitzel                            |
| Der Wüstengeist (Colin Farwalker)                             | Fred Barson                                         | Curt Lowens                                 |
| Der Jackalope                                                 | Jeffry O’Brien                                      | Friedrich Solms                             |
| vulkanische Unterwelt                                         | englischer Sprecher                                 | deutscher Sprecher                          |
| Mathilde                                                      | Esther Hirsch                                       | Serania Jäcklin                             |
| Der ruppige Schmiedtroll                                      | Jeffry O’Brien                                      | Friedrich Solms                             |
| Der Juweliertroll (Oppi Goldwert)                             | Joe Paulino                                         | Curt Lowens                                 |
| Der Kochtroll                                                 | James Crann                                         | George Salden                               |
| Brutus Knochenbrecher, der Brückentroll                       | Don Robins                                          | Jörg Fischer                                |
| Der Kristalldrache                                            | Ruth Kobart                                         | Curt Lowens                                 |
| Troll im Schlammbad 1 (Hogarth)                               | Greg Walsh                                          | Jörg Fischer                                |
| Troll im Schlammbad 2 (Blotar)                                | Marcus Lewis                                        | Andreas Renell                              |
| Trollin im Schlammbad 1 (Egglentine)                          | Maureen McVerry                                     | Diana Frank                                 |
| Trollin im Schlammbad 2 (Winnie)                              | Esther Hirsch                                       | Serania Jäcklin                             |
| Die Drachenkröte                                              | Greg Walsh                                          | Friedrich Solms                             |
| Spike                                                         | Carol Bach y Rita                                   | Sunje Zittel                                |
| Spikes Mutter                                                 | Jeffry O’Brien                                      | Sunje Zittel                                |
| in den gütigen Wäldern                                        | englischer Sprecher                                 | deutscher Sprecher                          |
| Attis / der Hirsch                                            | Toby Gleason                                        | Jörg Fischer                                |
| Ceres                                                         | Carol Bach y Rita                                   | Sunje Zittel                                |
| Der Kolibri                                                   | Maureen McVerry                                     | Diana Frank                                 |
| Die Spinne                                                    | Joe Paulino                                         | Jörg Fischer                                |
| Feldspat, der Felsengeist                                     | Timothy W. White                                    | Jörg Fischer                                |
| Hundesrepublik                                                | englische(r) Sprecher                               | deutsche(r) Sprecher                        |
| Die widerliche Torwache                                       | Doug Boyd                                           | Jörg Fischer                                |
| Erzherzog Fifi le Yipyap                                      | James Cranna                                        | George Salden                               |
| Das Huhn Petite                                               | Esther Hirsch                                       | Diana Frank                                 |
| Die Spottdrossel                                              | James Cranna                                        | George Salden                               |
| Fernando Bullforth, der Bulle im Porzellanladen               | Jarion Monroe                                       | Curt Lowens                                 |
| Der Schlangenölverkäufer                                      | Roger Jackson                                       | Daniel Dermitzel                            |
| Schätzchen, der Porzellanvogel                                | Maureen McVerry                                     | Diana Frank                                 |
| Ersatz von Scherz, der Scherzartikelladenbesitzer             | Toby Gleason                                        | Jörg Fischer                                |
| Die Rathauswache                                              | Simon Vance                                         | Curt Lowens                                 |
| Die Gefängnisdachswache                                       | Simon Vance                                         | Curt Lowens                                 |
| Die verzauberte Statue                                        | Esther Hirsch                                       | Sunje Zittel                                |
| Die Geschworenen-Dachse                                       | Doug Boyd, James Cranna, Fred Barson und Denny Delk | George Salden und Friedrich Solms           |
| im Sumpf                                                      | englischer Sprecher                                 | deutscher Sprecher                          |
| Die dreiköpfige fleischfressende Pflanze                      | Roger Jackson                                       | Jörg Fischer                                |
| in Ooga Booga                                                 | englische(r) Sprecher                               | deutsche(r) Sprecher                        |
| Dr. Mort Cadaver, der Leichenbeschauer                        | Marcus Lewis                                        | Andreas Renell                              |
| Quälgeist 1                                                   | Roger Jackson                                       | Daniel Dermitzel                            |
| Quälgeist 2                                                   | Yukiko Yamaguchi                                    | Sunje Zittel                                |
| Der Totengräber                                               | Marcus Lewis                                        | Andreas Renell                              |
| Die schwarze Katze                                            | Yukiko Yamaguchi                                    | Sunje Zittel                                |
| Der schwarze Hund                                             | Jesse Moises                                        | Jörg Fischer                                |
| Graf Tsepish (der Reiter ohne Kopf)                           | Joe Paulino                                         | Curt Lowens                                 |
| Gräfin Tsepish (die Frau in Schwarz)                          | Willow Wray                                         | Sunje Zittel                                |
| Der schwarze Mann                                             | Don Robins                                          | Curt Lowens                                 |
| Die Schrumpfköpfe                                             | Denny Delk, James Cranna, Doug Boyd                 | Daniel Dermitzel, Jörg Fischer, Curt Lowens |
| Die Mumie                                                     | Fred Barson                                         | Curt Lowens                                 |
| Hannibal Nibbler, die Psychomaus                              | Joe Paulino                                         | Jörg Fischer                                |
| Das Schreckgespenst (Dr. Cadavers Patient)                    | Jeffry O’Brien                                      | Friedrich Solms                             |
| in Etheria                                                    | englischer Sprecher                                 | deutscher Sprecher                          |
| Lachesis                                                      | Willow Wray                                         | Sunje Zittel                                |
| Clotho                                                        | Carol Bach y Rita                                   | Sunje Zittel                                |
| Atropos                                                       | Yukiko Yamaguchi                                    | Sunje Zittel                                |
| Borasco                                                       | Don Robins                                          | Jörg Fischer                                |
| Gharbi                                                        | Willow Wray                                         | Sunje Zittel                                |
| Levanter                                                      | Toby Gleason                                        | Jörg Fischer                                |
| Oberon                                                        | Timothy W. White                                    | Jörg Fischer                                |
| Titania                                                       | Carol Bach y Rita                                   | Sunje Zittel                                |

## Rezeption
„King's Quest 7 ist ein ganz schöner Brocken: über 80 Utensilien, Schauplätze en masse, famose Grafik, Sprachausgabe und ein beeindruckender Soundtrack zeugen von dem immensen Aufwand, den Sierra zur Sanierung des angekratzten Image betrieben hat. Dem Anspruch „Adventure für die ganze Familie“ wird das Daventry-Rührstück allerdings nicht gerecht: zwar zieht die märchenhafte Story sowohl das jüngere als auch das ältere Publikum magisch an, jedoch muß man bei manchen Rätseln so schnell reagieren, um zum Erfolg zu kommen, daß gerade Kinder völlig überfordert sind. Erwachsene, für die Märchen über all die Jahre nicht an Faszination verloren haben, gibt es wohl momentan kein besseres Produkt.“

„[...]Wer sich an der leicht kitschigen Story nicht die Geschmacksnerven verätzt und eher leicht zugängliche Adventures schätzt, wird an King‘s Quest 7 seinen Spaß haben. Die ganze Aufmachung ist höchst professionell; hier sieht man, was aus dem Adventure-Genre zu holen ist, wenn die CD konsequent ausgereizt wird. Wie sehr man sich daran stört, daß das eigentliche Spiel inmitten der Prachtverpackung »nur« guter Durchschnitt ist, bleibt Geschmackssache.“